# Roberto Sagastume Pinto
Roberto Obdulio Sagastume Pinto (Esquipulas, Guatemala, 24 de noviembre de 1944 – Ibíd, 1 de diciembre de 2014) fue un profesor, empresario y político guatemalteco y alcalde del Municipio de Esquipulas en el período 1986-1988 por el partido Unión del Centro Nacional (UCN) y nuevamente para el período 1996-2000, por el mismo partido; asimismo, fue gobernador de Chiquimula entre 2001 y 2003.
Tras su carrera docente y política, se dedicó al cultivo de café en sus fincas, murió el 1 de diciembre de 2014 en un accidente vehicular. El 3 de diciembre de 2014 fue declarado hijo predilecto del municipio de Esquipulas durante el homenaje póstumo realizado por la Municipalidad de Esquipulas.

## Biografía

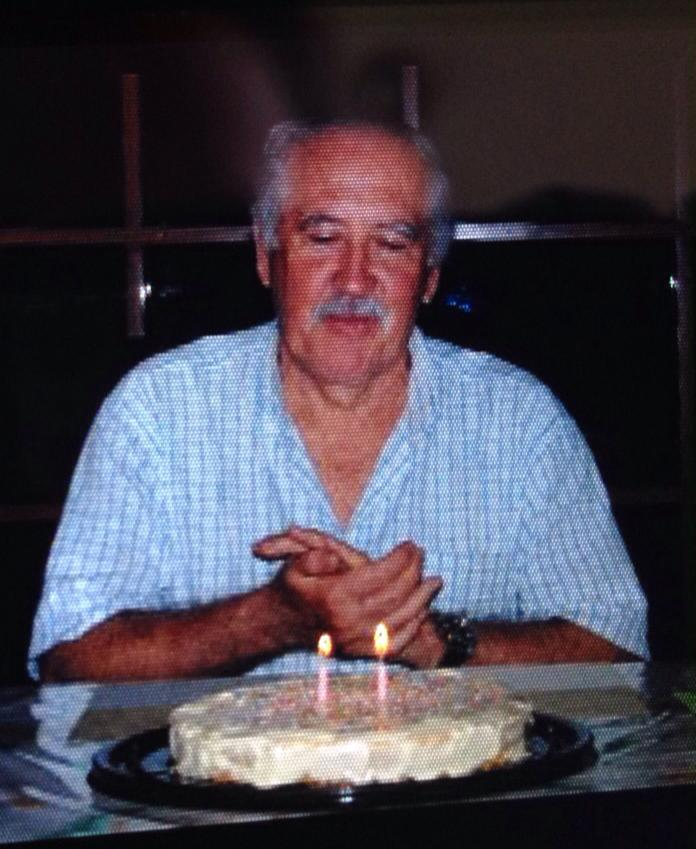
Durante su cumpleaños 70

Nació en la Ciudad de Esquipulas, el 24 de noviembre de 1944. Estudió su ciclo diversificado y se graduó de Maestro de Educación Primaria (MEP)  en la Escuela de Educación Diversificada (EDIVER). En la Universidad San Carlos de Guatemala obtuvo el título de Profesor de Enseñanza Media (PEM), lo cual lo acreditó para la docencia en el ciclo básico y diversificado. Se casó con Dina Magdalena Cerón, con quien procreó cinco hijos: Roberto Antonio, Marco Alfredo, Maria Eleonora, Dina Jezabel y Axel Horacio. Desde su niñez fue católico.

## Carrera Docente
Fue fundador del Instituto Básico Esquipulteco de Ciencias Comerciales, por sus siglas INBECC, junto al también Profesor de Enseñanza Media René Almengor. Laboró como docente en esta institución durante más de una década. Laboró también en el colegio católico San Benito, durante diecisiete años, del que además fue director.

## Carrera política

### Alcalde Municipal de Esquipulas
Fue inscrito candidato a la alcaldía de Esquipulas por el partido Union del Centro Nacional "UCN" en el año 1985 por primera ocasión, las elecciones fueron celebradas el tres de noviembre de ese mismo año; después del conteo de votos fue declarado ganador, recibiendo la alcaldía de su predecesor Roberto Caceres y entregando su candidatura en el año 1988 al nuevo alcalde Manuel Maderos.
Participó nuevamente en las elecciones de 1995 por el partido Union del Cambio Nacional "UCN", donde por nueva ocasión resultó ganador de las elecciones, tomando posesión en 1996 recibiendo la municipalidad por su predecesor Maximino Perez y entregando su candidatura en el año 2000 al nuevo alcalde Ramon Peralta.

### Gobernador del Departamento de Chiquimula
El 14 de enero de 2001 fue nombrado Gobernador del departamento por el presidente Alfonso Portillo, entregando la gobernación el 14 de enero de 2003.